# Cauchyovo limitní odmocninové kritérium
Cauchyovo limitní odmocninové kritérium je v matematice kritérium konvergence nekonečné řady. Závisí na hodnotě
{\displaystyle \limsup _{n\rightarrow \infty }{\sqrt[{n}]{|a_{n}|}},}
kde {\displaystyle a_{n}} jsou členy řady a říká, že řada konverguje absolutně, jestliže tato hodnota je menší než jedna, a diverguje, pokud je větší než jedna. Limitní odmocninové kritérium je obzvláště užitečné pro mocninné řady.

## Popis kritéria

Rozhodovací diagram pro Cauchyovo limitní odmocninové kritérium

Toto kritérium konvergence řad navrhl Augustin Louis Cauchy a publikoval jej ve své učebnici Cours d'analyse (1821). Pro řadu
{\displaystyle \sum _{n=1}^{\infty }a_{n}.}
používá Cauchyovo kritérium hodnotu
{\displaystyle C=\limsup _{n\rightarrow \infty }{\sqrt[{n}]{|a_{n}|}},}
kde „lim sup“ označuje limes superior, případně ∞+. Pokud konverguje výraz
{\displaystyle \lim _{n\rightarrow \infty }{\sqrt[{n}]{|a_{n}|}},}
pak se rovná C a tato hodnota může být použita jako kritérium konvergence.
Cauchyův kritérium říká, že:
- pokud C < 1, pak řada konverguje absolutně,
- pokud C > 1, pak řada diverguje,
- pokud C = 1 a limita se blíží striktně shora, pak řada diverguje,
- jinak je test nerozhodný (řada může divergovat, konvergovat absolutně nebo konvergovat podmíněně).

Existují řady, pro které C = 1 a řada konverguje, například {\displaystyle \textstyle \sum 1/{n^{2}}} a existují jiné, pro které C = 1 a řada diverguje, například {\displaystyle \textstyle \sum 1/n}.

## Aplikace na mocninné řady
Toto kritérium lze používat pro mocninné řady
{\displaystyle f(z)=\sum _{n=0}^{\infty }c_{n}(z-p)^{n}}
kde koeficienty cn a střed p jsou komplexní čísla a argument z je komplexní proměnná.
Členy této řady jsou an = cn(z − p)n. Pak lze použít odmocninové kritérium na an, jako je uvedeno výše. Pamatujte, že někdy řada jako toto se nazývá mocninná řada "okolo p", protože poloměr konvergence je poloměr R největší interval nebo kruh se středem v p tak, že řada bude konverguje pro všechny body z striktně uvnitř (konvergence na hranici intervalu nebo obecně kruhu musí být zkontrolována odděleně). Důsledek odmocninového kritéria aplikovaný na takovou mocninnou řadu je, že poloměr konvergence je přesně {\displaystyle 1/\limsup _{n\rightarrow \infty }{\sqrt[{n}]{|c_{n}|}},}, přičemž je ∞, pokud je jmenovatel 0.

## Důkaz
Důkaz konvergence řady Σan vychází ze srovnávacího kritéria. Pokud pro všechny n ≥ N (N nějaké pevné přirozené číslo) platí {\displaystyle {\sqrt[{n}]{|a_{n}|}}\leq k<1,} pak {\displaystyle |a_{n}|\leq k^{n}<1}. Protože geometrická řada {\displaystyle \sum _{n=N}^{\infty }k^{n}} konverguje, pak podle srovnávacího kritéria konverguje i {\displaystyle \sum _{n=N}^{\infty }|a_{n}|}. Tedy Σan konverguje absolutně.
Pokud {\displaystyle {\sqrt[{n}]{|a_{n}|}}>1} pro nekonečně mnoho n, pak an nekonverguje k 0, a tedy řada diverguje.
Důkaz důsledku:
U mocninné řady Σan = Σcn(z − p)n jsme výše viděli, že řada konverguje, pokud existuje N takové, že pro všechna n ≥ N je
{\displaystyle {\sqrt[{n}]{|a_{n}|}}={\sqrt[{n}]{|c_{n}(z-p)^{n}|}}<1,}
což je ekvivalentní s
{\displaystyle {\sqrt[{n}]{|c_{n}|}}\cdot |z-p|<1}
pro všechna n ≥ N. Z toho plyne, že aby řada konvergovala, musí platit {\displaystyle |z-p|<1/{\sqrt[{n}]{|c_{n}|}}} pro všechna dostatečně velká n. To je ekvivalentní s
{\displaystyle |z-p|<1/\limsup _{n\rightarrow \infty }{\sqrt[{n}]{|c_{n}|}},}
takže {\displaystyle R\leq 1/\limsup _{n\rightarrow \infty }{\sqrt[{n}]{|c_{n}|}}.} Nyní jediné jiné místo, kde je možná konvergence, je pokud
{\displaystyle {\sqrt[{n}]{|a_{n}|}}={\sqrt[{n}]{|c_{n}(z-p)^{n}|}}=1,}
(protože v bodech, kde > 1 bude řada divergovat), což poloměr konvergence nezmění, protože se jedná pouze o body ležící na hranici intervalu nebo kruhu, takže
{\displaystyle R=1/\limsup _{n\rightarrow \infty }{\sqrt[{n}]{|c_{n}|}}.}